# Arien oder Melodeyen
Arien oder Melodeyen är en koralsamling som gavs ut i fem delar, varav den sista är daterad till 1642, av organisten i Königsberg Heinrich Albert. Ur samlingen har några melodier hämtats till Sverige för de svenska psalmböckerna.
Enligt 1697 års koralbok är det samma melodi till psalmerna "Jesus, lär mig alltid tänka" (nr 158) och "Ach! hwad skal jagh doch begynna" (nr 244). Men enligt 1921 års koralbok med 1819 års psalmer hänvisar psalmen "Jesus, lär mig alltid tänka" (1695 nr 158) till 1697 års melodi för psalm nr "Jesus är mitt liv och hälsa" (nr 141) som alltså enligt 1697:ans koralbok inte har samma melodi som de två tidigare!
Enligt 1921 års koralbok med 1819 års psalmer hämtades ur den femte delen melodin till psalmen Jesus, du mitt hjärtas längtan (1819 nr 204) som också användes till flera psalmer.

## Psalmer
Ur fjärde delen
- Jesus, lär mig alltid tänka (1695 nr 158, 1819 nr 75, 1986 nr 447) från 4:e delen av "Arien oder Melodeyen", "Melodiens huvudtext"
  - Ach! hwad skal jagh doch begynna (1695 nr 244)
  - Ack, var skall jag tillflykt finna (1819 nr 177)
  - Dig, min Jesus, nu jag skådar (1986 nr 446)
  - Helga, Jesu, röst och hjärta (1819 nr 70)
  - Jesus är mitt liv och hälsa (1695 nr 141, 1819 nr 214) Finns på Wikisource.
  - Mina ögon snart sig lycka (1819 nr 482)
  - Store Gud, med skäl du klagar (1819 nr 388)
  - Vilken kärlek oss bevisad (1819 nr 80)

Ur femte delen:
- Jesus, du mitt hjärtas längtan (1695 nr 144, 1819 nr 204, 1937 nr 396, 1986 nr 273) "Melodiens huvudtext" Finns på Wikisource.
  - Fridens Gud, oss frid förläna (1819 nr 376) Finns på Wikisource.
  - Vattuströmmar skola flyta (1921 nr 548, 1937 nr 253)
  - Än ett år uti sitt sköte (1819 nr 407, 1937 nr 462) Finns på Wikisource.